# Eclipse Public License
Die Eclipse Public License (EPL) ist eine Freie-Software-Lizenz, die das Recht gewährt, Software unter bestimmten Voraussetzungen privat oder kommerziell frei zu nutzen, zu modifizieren und weiterzuverbreiten. Sie ist eine leicht abgeänderte Version und der Nachfolger der Common Public License (CPL). Die EPL ist die Standard-Lizenz für Projekte, die von der Eclipse Foundation geleitet werden.
Die Eclipse Foundation veröffentlichte die aktuelle Version 2.0 der EPL im August 2017, welche die ursprüngliche Version der EPL in den Projekten der Foundation ablösen soll. Die Open Source Initiative und die Free Software Foundation erkennen die EPL in beiden Versionen an, wenngleich nur die EPL 2.0 durch Erweiterung zur GNU General Public License (GPL) kompatibel ist.

## Nutzung
Die EPL ermöglicht in beiden Versionen die kommerzielle und private Nutzung, Modifizierung, Weiterverbreitung und Sublizenzierung der Software. Voraussetzung dafür ist, dass die Lizenz mit der Software ausgeliefert werden muss, der Quelltext der Software veröffentlicht wurde und das Copyright der ursprünglichen Autoren beibehalten wird. Darüber hinaus muss der ursprüngliche Quelltext ausgeliefert werden.
Sollte die unter der EPL lizenzierte Software Teil einer kommerziellen Software werden, so müssen die ursprünglichen Autoren bei dadurch verursachten Schäden oder entstehende Gerichtsverfahren durch den Anbieter der kommerziellen Software verteidigt und entschädigt werden. Somit ist jegliche Garantie für die unter der EPL veröffentlichte Software ausgeschlossen.

## EPL 2.0
Im Mai 2013 begann die Eclipse Foundation eine Diskussion zur Überarbeitung der EPL und veröffentlichte die EPL 2.0 am 24. August 2017. In dieser neuen Version wurden Änderungen vorgenommen, um die Lizenz einfacher international nutzbar zu machen, die Möglichkeit zu bieten, die EPL mit der GPL kompatibel zu machen, auch in Skriptsprachen geschriebene Software zu lizenzieren und einige der Begrifflichkeiten genauer zu spezifizieren und mit anderen Lizenzen zu vereinheitlichen.